# Ribeira dos Flamengos
A Ribeira dos Flamengos é um curso de água português localizado na freguesia dos Flamengos, ilha do Faial, arquipélago dos Açores.
Este curso de água tem origem a uma cota de altitude de cerca de 1040 metros nos contrafortes montanhosos do Cabeço Gordo. Procede à drenagem de uma vastíssima bacia hidrográfica, que engloba o Canto dos Banquinhos, parte do Cabeço Redondo bem de como toda a área que se estende desta até que a ribeira se encontre com o mar.
Desagua no Oceano Atlântico depois de passar na localidade dos Flamengos, na vasta Baía da Horta, entre a Ponta da Espalamaca e o Monte da Guia.
O seu nome deriva da colonização flamenga na Ilha do Faial.